# Chu! Natsu Party
 (mars 2012).
Si vous disposez d'ouvrages ou d'articles de référence ou si vous connaissez des sites web de qualité traitant du thème abordé ici, merci de compléter l'article en donnant les références utiles à sa vérifiabilité et en les liant à la section « Notes et références ».
Singles par Shuffle Units
Dancing! Natsu Matsuri
(2000) Shiawase Beam! Suki Suki Beam!
(2002)
 Chu! Natsu Party   (チュッ！夏パ～ティ) est l'unique single du groupe temporaire 3-nin Matsuri (三人祭) (avec Aya Matsūra), sorti en 2001.

## Présentation
Le single sort le 4 juillet 2001 au Japon sur le label zetima, écrit et produit par Tsunku. Il atteint la 5e place du classement de l'Oricon, et reste classé pendant onze semaines, se vendant à 308 870 exemplaires durant cette période. 
C'est l'un des trois singles sortis simultanément dans le cadre de la deuxième édition des Shuffle Units du Hello! Project. Trois groupes temporaires, composés de divers artistes du H!P, sont créés le temps d'un unique single chacun, en compétition amicale pour les ventes de leur disque : 3-nin Matsuri, 10-nin Matsuri (avec Dancing! Natsu Matsuri), et 7-nin Matsuri (avec Summer Reggae! Rainbow). C'est 3-nin Matsuri qui en vendra le plus, suivi de 7-nin Matsuri.
La chanson-titre figurera avec celles des deux autres singles sur la compilation d'artistes du H!P Petit Best 2 ~3, 7, 10~ qui sortira en fin d'année, puis sur la compilation Hello! Project Shuffle Unit Mega Best de 2008. Elle sera souvent interprétée lors de concerts du H!P par différentes formations. Elle sera aussi reprise en 2006 par des membres du groupe Berryz Kobo sur son mini-album 3 Natsu Natsu Mini Berryz, et en 2011 par le groupe  S/mileage en "face B" de l'édition régulière de son single Uchōten Love.
Chaque shuffle unit de l'année a interprété sa propre version de la chanson en "face B", Hello! Mata Aō ne, sur son propre single. Une version interprétée par les vingt membres des trois groupes réunis figurera aussi sur la compilation Petit Best 2 ~3, 7, 10~.
Le clip vidéo de la chanson-titre figurera sur la vidéo (DVD et VHS, futur "Single V") en commun The 3, 7, 10nin Matsuri qui sortira le 29 août 2001, puis sur les versions DVD des compilations Petit Best 2 ~3, 7, 10~ et Shuffle Unit Mega Best.

## Membres
- Rika Ishikawa (Morning Musume)
- Ai Kago (Morning Musume)
- Aya Matsūra (en solo)

## Liste des titres
1. Chu! Natsu Party  (チュッ！夏パ～ティ?)
2. Hello! Mata Aō ne (3-nin Matsuri version) (HELLO！また会おうね(3人祭 version)?)
3. Chu! Natsu Party (Instrumental)  (チュッ！夏パ～ティ...?)